# آکیم ۸۳۲۱
سیارک ۸۳۲۱ (به انگلیسی: 8321 Akim، نامگذاری:1977EX) هشت هزار و سیصد و بیست و یکمین سیارک کشف شده‌است که در ۱۳ مارس ۱۹۷۷ کشف شد.